# Praga-Południe
Praga Południe (Nam Praga) là một quận của Warszawa, thủ đô Ba Lan nằm bên bờ đông của sông Vistula. Quận này là một bộ phận của khu vực Praga rộng hơn bao gồm các quận ngoại thành cũ hơn ở phía đông của sông Vistula.

## Lịch sử
Khu vực ngày nay là Praga Południe đã có người sinh sống ít nhất từ thế kỷ 7, sớm hơn cả chính thành phố Warsaw. Tuy nhiên, khu vực lầy lội này đã bị bỏ hoang sau khi thành phố Warsaw được thành lập. Từ thế kỷ 16, khu vực này lại có dân cư sinh sống nhưng do thiếu giao thông nối với thành phố Warszawa (đến thế kỷ 19) vì không có cây cầu vĩnh cửu nào bắc qua sông Vistula tại Warsaw, khu vực này là một ngoại vi không quan trọng.
Cả khu vực Praga cũng giống như Nam Praga. Đến thế kỷ 17 thì một trong những khu vực của Praga Południe được dùng làm doanh trại quân đội. Thế kỷ 18, một phần của Saska Kępa đã được đặt tên theo vệ binh Saxon của vua Ba Lan đóng quân ở đó.
Đến đầu thế kỷ 20, khu vực này vẫn mang tính chất thôn quê. Khu vực này chính thức thành một bộ phận của Warsaw năm 1916. Quận này đã trở thành một trong những khu vực tăng trưởng nhanh nhất của Warsaw và Saska Kępa đã trở thành trung tâm của nó. Đến thập niên 1920 và 1930, quận này là một trong những nơi có nhiều biệt thự của giới trung lưu Warsaw.
Trong và sau Thế chiến II, quận này không bị tàn phá.